# Kévin Cabral
Kévin Cabral (París, Francia, 10 de julio de 1999) es un futbolista francés que juega como delantero en el Colorado Rapids de la Major League Soccer de los Estados Unidos.

## Trayectoria

### Valenciennes
Cabral se formó en las juveniles del Paris Saint-Germain antes de irse al Valenciennes en 2017. Hizo su debut profesional en la derrota por 1-0 en la Ligue 2 ante Orleans el 19 de octubre de 2018.

### LA Galaxy
El 8 de abril de 2021, Cabral firmó un contrato por cinco años con Los Angeles Galaxy de la Major League Soccer.

### Colorado Rapids
El 8 de diciembre de 2022, LA Galaxy vendió a Cabral al Colorado Rapids a cambio de hasta $ 1 millón en dinero de asignación general.

## Clubes
| Club                | País                | Año                 | Partidos | Goles |
| ------------------- | ------------------- | ------------------- | -------- | ----- |
| Valenciennes F.C.   | Francia             | 2018-21             | 63       | 10    |
| Los Angeles Galaxy  | Estados Unidos      | 2021-22             | 61       | 6     |
| Colorado Rapids     | Estados Unidos      | 2023-presente       | 41       | 5     |
| Total en su carrera | Total en su carrera | Total en su carrera | 165      | 21    |

## Vida personal
Nacido en Francia, Cabral es de ascendencia caboverdiana. Su hermano gemelo, Rémi, también es futbolista y pertenece al Colorado Rapids 2 de la MLS Next Pro.